# Riserva naturale integrale Isola Lachea e faraglioni dei Ciclopi
La riserva naturale integrale Isola Lachea e faraglioni dei Ciclopi è un'area naturale protetta che è stata istituita dalla Regione Siciliana nel 1998 e affidata in gestione all'Università degli Studi di Catania. L'area protetta, oltre ad un valore paesaggistico, storico e culturale di indubbio pregio, preserva elementi faunistici e vegetativi di grande valore scientifico, sia terrestri che dei piani marini sopra litorale e infra litorale. Oltre agli uccelli, presenti sia con specie stanziali che di passo, ed alla lucertola endemica Podarcis siculus ciclopica la fauna della riserva annovera numerosi invertebrati tra cui Isopodi, Diplopodi, Collemboli, Coleotteri, Imenotteri, Ortotteri e Lepidotteri, ed una ricca fauna e flora sommerse.
La riserva si trova di fronte al paese di Aci Trezza.

## Storia
La messa in posto dei prodotti etnei più antichi, che costituiscono oggi l'Isola Lachea ed i Faraglioni dei Ciclopi, miticamente interpretati come i massi lanciati da Polifemo contro la nave di Ulisse-Nessuno, e la Rupe di Aci Castello, risale a circa 500.000 anni fa, allorché il margine orientale dell'ampio golfo, digradante verso il bacino del mar Ionio, che allora occupava la parte meridionale dell'area dove ora si estende l'Etna fu interessato da un'intensa attività eruttiva in ambiente sottomarino.
Successivamente si verificò un sollevamento, tuttora in atto, di tutta l'area che determinò l'emersione delle argille pleistoceniche, oggi sollevate fino a 300 m s.l.m. nella zona a monte di Aci Castello - Aci Trezza, e si ebbe lo spostamento dei centri di alimentazione delle manifestazioni eruttive che divennero subaeree e coprirono con i loro prodotti gran parte delle precedenti colate sottomarine, dando origine alla graduale costruzione del massiccio vulcanico etneo, quale oggi lo vediamo. 
Resti delle vulcaniti dovute alle eruzioni sottomarine, in prossimità del bordo dell'ampio golfo preetneo, si rinvengono oggi soltanto nella zona di Aci Castello, Aci Trezza e Ficarazzi ove sono rappresentate da affioramenti di lave a cuscini (pillows), brecce ialoclastitiche (vetro rotto) e masse magmatiche intruse sotto una sottile copertura di sedimenti.
Queste antiche manifestazioni eruttive sono contemporanee alla sedimentazione dei livelli più recenti di argille marnose del Pleistocene medio, oggi affioranti estesamente a sud dell'edificio etneo e lungo la costa ionica, che costituiscono il substrato sedimentario del vulcano.
Nell'Isola Lachea e nei Faraglioni dei Ciclopi sono esposti magnifici esempi di queste manifestazioni eruttive i cui prodotti risultano intercalati alla successione argillosa. Queste masse eruttive sono state interpretate come intrusioni sotto una sottile copertura di sedimenti e si accompagnano in minor misura a materiali effusi in ambiente subacqueo. Le prime sono costituite da lave massicce e/o colonnari, affioranti nell'Isola Lachea e nei Faraglioni e nell'immediato entroterra, mentre le seconde sono rappresentate da lave a pillows e ialoclastiti, affioranti nella rupe di Aci Castello, lungo le coste a nord di Aci Trezza e sulla collina a monte di quest'ultima località.

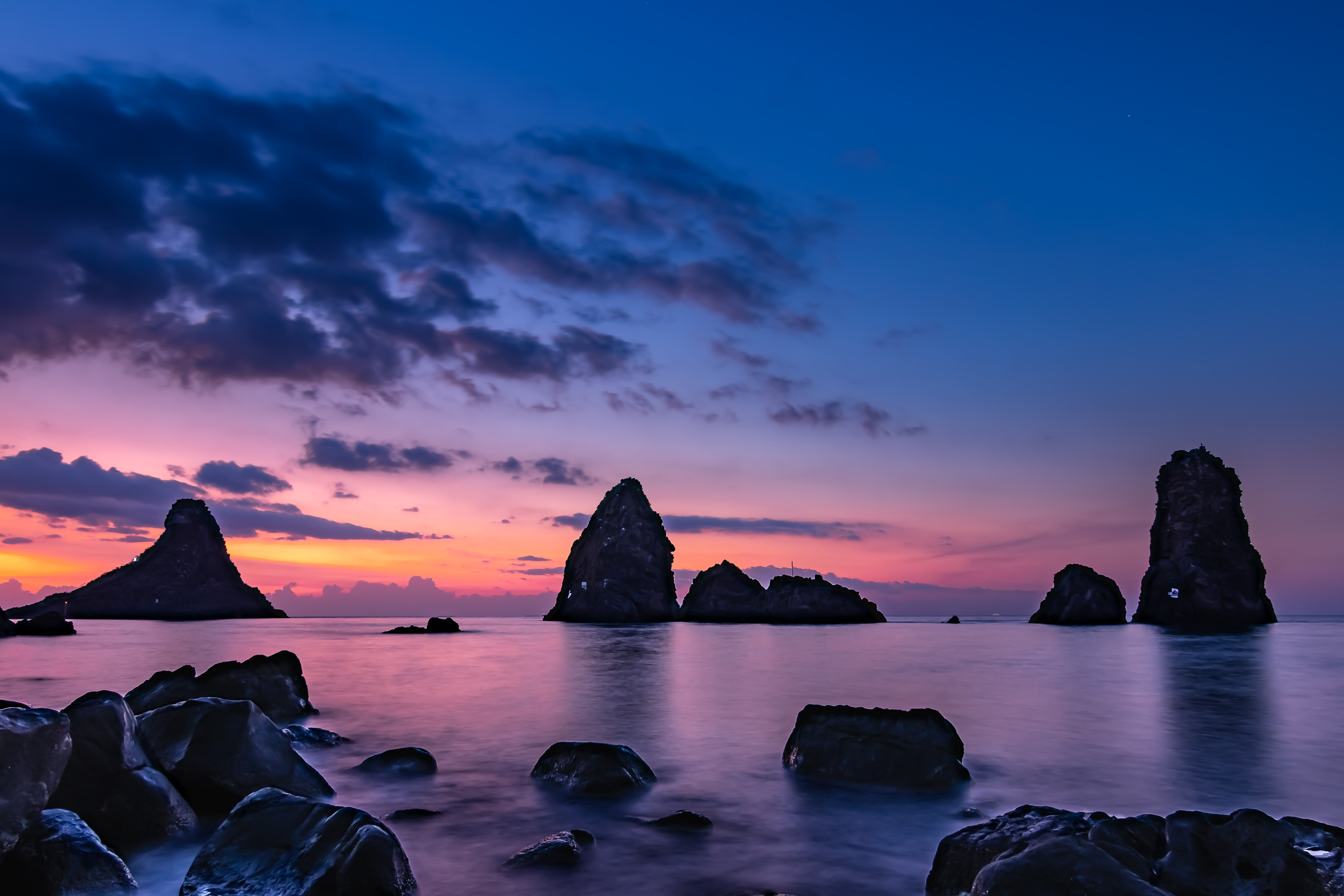
I faraglioni all'alba.

Nell'isola Lachea furono rinvenuti un'ascia litica ed una tomba a grotticella artificiale attestanti la presenza umana fin dalla Preistoria. Lungo la scalinata che si diparte dall'ingresso nord dell'isola, sono presenti due piccole cisterne scavate nella roccia in una delle quali è stato rinvenuto materiale ceramico che testimonia la frequentazione dell'isola in età tardo romana. Sull'isola Lachea si individuano anche i resti di un'antica fortificazione fenicia e di un luogo di culto bizantino. D'altra parte la frequentazione dell'isola Lachea in età bizantina sarebbe attestata anche dalle monete ivi rinvenute. Nel 1803, l'isola Lachea ed i Faraglioni furono dati in enfiteusi, come pietra per pescare, e per sfruttare con l'agricoltura quel poco di terreno che c'era. Nel 1828 l'isola, assieme al territorio di Trezza, entrò a far parte del comune di Aci Castello, ma l'arcipelago restò di proprietà degli eredi dei detentori della Segrezia acese e, in seguito, alla famiglia Gravina. Il senatore del Regno Luigi Gravina nel 1896, cedette a titolo gratuito il diritto d'uso sopra l'isola e i sette scogli adiacenti per studi scientifici e sperimentali al Rettore dell'Università di Catania, Andrea Capparelli. Nacque un piccolo, ma prezioso, museo ittico e si diede possibilità per decenni alla natura di proliferare rigogliosa fra quelle rocce millenarie che divennero sempre più oggetto di ammirazione dei visitatori di ogni parte del mondo. Nel 1998 l'intero arcipelago e la fascia di mare che circonda le isole divenne Riserva Naturale Integrale, la cui gestione è affidata al CUTGANA, Centro dell'Università degli Studi di Catania.

## Flora
La flora dell'isola Lachea è essenzialmente costituita da piante selezionate dalla trascorsa presenza dell'uomo oppure legate ad un substrato ricco in sali per la vicinanza del mare.
Tra le specie sinantropiche (specie legate ad ambienti antropizzati) si rinvengono con una certa frequenza: Oryzopsis miliacea, Senecio vulgaris, Sonchus oleraceus, Thapsia garganica, Ferula communis, Urospermum picroides, Chrysanthemum coronarium. Diverse sono anche le specie introdotte a scopo ornamentale o colturale quali Casuarina equisetifolia, Opuntia ficus-indica, Thuja orientalis, Pittosporum tobira e Ailanthus altissima.
Le stazioni direttamente interessate dall'aerosol marino sono caratterizzate dalla presenza di piante rupicole legate a suoli salati quali Reichardia picroides var. maritima, Lotus cytisoides, Crithmum maritimum, Allium commutatum, Limbarda crithmoides, come pure Suaeda vera ed Atriplex halimus. Nelle piccole depressioni soggette occasionalmente agli spruzzi delle onde si insedia una particolare flora di piccole specie annuali che prediligono suoli salati fra cui Plantago coronopus, Parapholis incurva, Catapodium marinum, Frankenia pulverulenta.
Significativa sotto il profilo fitogeografico è in particolare la presenza di alcune specie endemiche distribuite in Sicilia e Italia meridionale, quali Senecio squalidus, Heliotropium bocconei, Carlina hispanica ssp. globosa. 
Nonostante il disturbo antropico a cui sono stati sottoposti questi ambienti, le Isole dei Ciclopi possiedono ancora un notevole interesse naturalistico e paesaggistico a prescindere dalla notevole importanza riguardante soprattutto l'ambiente sottomarino ancora integro.

## Fauna
Il panorama faunistico dell'Isola Lachea, anche se alquanto limitato in relazione alla ridottissima superficie, è abbastanza vario e comprende rappresentanti di parecchi gruppi animali, soprattutto invertebrati; si tratta per lo più di elementi di ampia valenza ecologica che ben sopportano le avverse condizioni ambientali a cui sono soggetti, in particolare l'elevato grado di salinità e le forti escursioni termiche giornaliere. 
Tra gli invertebrati sono stati rinvenuti componenti di vari gruppi tra cui Isopodi, Diplopodi, Collemboli, Ortotteri, Coleotteri, Imenotteri e Lepidotteri. In particolare, tra gli Aracnidi Gnafosidi vanno segnalati lo Zelotes messinai, specie endemica di Sicilia, e l'Urozelotes mysticus allo stato attuale noto unicamente per l'Isola Lachea. 
I vertebrati, a parte gli uccelli, sono rappresentati da qualche mammifero roditore e da pochi rettili sauri; questi ultimi annoverano l'elemento certamente più caratterizzante l'intera fauna dell'isoletta, la lucertola endemica Podarcis siculus ciclopica. 
Più elevato è il numero di specie di uccelli che si possono incontrare sull'isola Lachea. Data la grande mobilità di questi animali, praticamente vi si può trovare la maggior parte dell'avifauna che vive nell'antistante litorale. 
Poche specie utilizzano questi luoghi come sito di nidificazione, come la passera sarda e l'elegante ballerina gialla. Più numerose sono le specie che visitano occasionalmente quest'isoletta e i vicini Faraglioni soltanto per la ricerca di cibo oppure come luogo di sosta; oltre al verzellino, al fanello, alla sterpazzolina, alla tottavilla, all'occhiocotto e al piro piro piccolo, non è raro incontrare anche rapaci come il falco di palude, il falco pellegrino e persino trampolieri e limicoli. La Lachea offre anche rifugio durante il periodo di svernamento ad uccelli marini, quali il gabbiano reale mediterraneo, il gabbiano comune e il cormorano.

## Accessi
La riserva Isola Lachea e Faraglioni dei Ciclopi è raggiungibile in auto per mezzo della S.S.114 Messina-Catania. Da Catania è raggiungibile per mezzo di Autolinea interurbana dell'AST. La sede e il centro visite si trovano in Aci Trezza.